# Sévigny-la-Forêt
Sévigny-la-Forêt è un comune francese di 264 abitanti situato nel dipartimento delle Ardenne nella regione del Grand Est.

## Società

### Evoluzione demografica
Abitanti censiti